# Emily
Emily é uma cidade localizada no estado americano de Minnesota, no Condado de Crow Wing.

## Demografia
Segundo o censo americano de 2000, a sua população era de 847 habitantes.
Em 2006, foi estimada uma população de 969, um aumento de 122 (14.4%).

## Geografia
De acordo com o United States Census Bureau tem uma área de
93,5 km², dos quais 77,7 km² cobertos por terra e 15,8 km² cobertos por água. Emily localiza-se a aproximadamente 394 m acima do nível do mar.

## Localidades na vizinhança
O diagrama seguinte representa as localidades num raio de 32 km ao redor de Emily.